# Канадська асоціація фізиків
Канадська асоціація фізиків (англ. Canadian Association of Physicists, CAP, або фр. Association canadienne des physiciens et physiciennes, ACP) — це канадське професійне товариство, яке зосереджується на інформуванні канадців і канадських законодавців з питань фізики, спонсорує заходи, пов'язані з фізикою, інформаційно-просвітницькі роботи з фізики та видає журнал Physics in Canada. Заснована в липні 1945 року. Організація налічує понад 1600 членів і є двомовною, функціонуючи англійською та французькою мовами.

## Професійна атестація P. Phys
CAP може призначити офіційну відзнаку під назвою P. Phys. що розшифровується як Professional Physicist, схоже на позначення P. Eng. що означає професійний інженер. Ця відзнака була оприлюднена на конгресі CAP у 1999 році, і понад 200 людей мають цю відзнаку.

## Конкурси з фізики
Канадська асоціація фізиків щороку проводить кілька конкурсів CAP з фізики по всій Канаді, орієнтованих на студентів-фізиків різного рівня. Іспит CAP High School Prize пропонується по всій Канаді раз на рік, зазвичай на початку квітня, і має на меті перевірити студентів-фізиків на знання фізики. Це національний іспит, і найкращих учасників запрошують взяти участь у команді Канади, яку готують волонтери з Університету Британської Колумбії, на міжнародній олімпіаді з фізики.
Іспит CAP Lloyd G. Elliott Prize, також відомий як University Prize Exam, пропонується один раз на рік, зазвичай на початку лютого, для студентів фізики канадських університетів. Конкурс CAP «Краща студентська презентація» проводиться під час щорічного конгресу CAP. CAP присуджує призи студентам-фізикам, як правило, на рівні аспірантів, які зробили три найкращі усні доповіді, і трьом студентам-фізикам, які зробили три найкращі стендові презентації.

## Конгрес CAP
CAP щороку проводить щорічний конгрес для обговорення внутрішніх питань, проведення виборів, проведення усних і стендових сесій, проведення семінарів для вчителів фізики середніх шкіл та проведення меморіальних лекцій на честь Ґергарда Герцберґа. Конгрес 2020 року проходив в Університеті Макмастера в Гамільтоні, Онтаріо, Канада.

## Медаль CAP ім. Герцберґа
CAP нагороджує медаллю Герцберґа за видатні наукові досягнення канадського фізика протягом 12 років після завершення його чи її докторської дисертації. Ця медаль названа на честь канадського лауреата Нобелівської премії Ґергарда Герцберґа і вручається щорічно з 1970 року.

## Діяльність CAP Foundation
- Щорічний лекційний тур CAP[11]
- Нагороди вчителям[11]
- Екзамен на премію для середніх шкіл[11]
- Екзамен на премію Університету Ллойда Елліота[11]
- Пам'ятна стипендія аспіранта ім. Бориса Стойчева[11]
- Канадська студентська фізична конференція[11]
- Конференція аспірантів Канада-Америка-Мексика (CAM)[11]
- Всеканадський науковий ярмарок[11]

## Архів
У бібліотеці та архіві Канади існує фонд Канадської асоціації фізиків. Довідковий номер R2864.

## Подальше читання
- Francine M. Ford (2000). The Evolution of CAP/ACP Activities (PDF). Physics in Canada. 56 (2): 77. Архів оригіналу (PDF) за 18 жовтня 2007. Процитовано 6 червня 2009.